# Río Ucero
Río Ucero är ett vattendrag i Spanien. Det ligger i den centrala delen av landet, 130 km norr om huvudstaden Madrid.